# Ли Сяопин
Ли Сяопи́н (кит. упр. 李小平, пиньинь Lǐ Xiǎopíng, р.19 сентября 1962) — китайский гимнаст, призёр Олимпийских игр, чемпион мира.

## Биография
Ли Сяопин родился в 1962 году в Нинбо провинции Чжэцзян. В 1972 году перебрался в Шанхай, где стал посещать любительскую спортшколу района Чаннин, в 1973 году вошёл в сборную Шанхая, в 1979 — в национальную сборную.
В 1981 году Ли Сяопин завоевал золотую медаль чемпионата мира в упражнениях на коне (и бронзовую в составе команды), в 1983 — серебряную медаль чемпионата мира в упражнениях на коне (и золотую в составе команды), а в 1984 году стал в составе команды обладателем серебряной медали Олимпийских игр в Лос-Анджелесе.
По окончании спортивной карьеры Ли Сяопин в 1986 году переехал в США. В 2010 году его дочь Ли Аньци вышла замуж за другого прославленного китайского гимнаста — Ли Сяопэна.